# Aleksej Kazakov
Aleksej Valer'evič Kazakov (in russo Алексей Валерьевич Казаков?, noto anche come Aleksey Valerevich Kazakov secondo la traslitterazione inglese; Naberežnye Čelny, 18 marzo 1976) è un ex pallavolista russo.
Giocava nel ruolo di centrale.

## Carriera
La carriera ad alti livelli di Aleksej inizia nel 1996, quando viene acquistato dall'Iskra Odincovo, squadra del massimo campionato russo. Nello stesso anno debutta anche nella nazionale maggiore, partecipando alle Olimpiadi di Atlanta 1996 e giungendo ai piedi del podio.

Nel 1998 si trasferisce in Italia acquistato da Modena. In Emilia si ferma 4 anni, vincendo anche lo scudetto nel 2002.

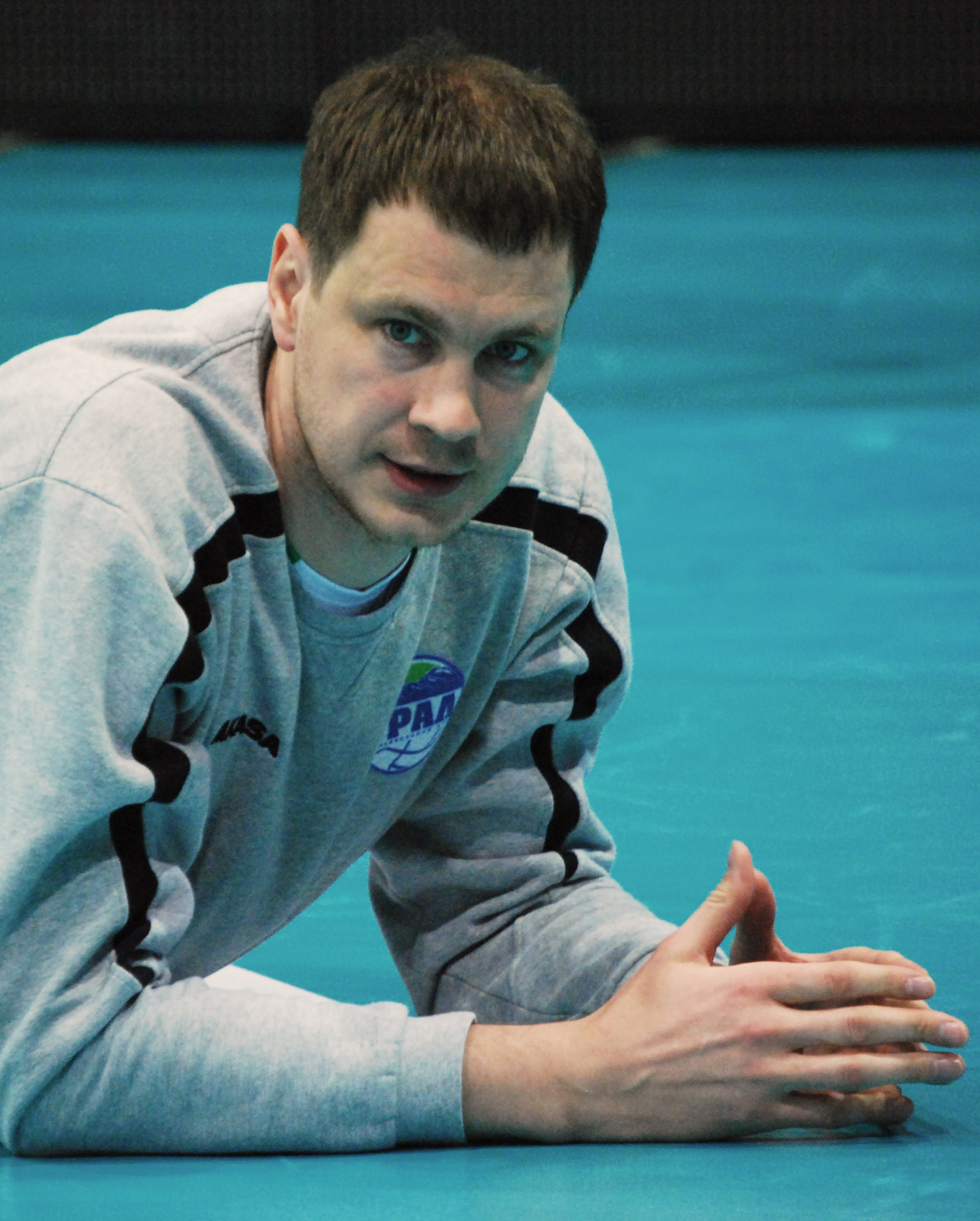
Kazakov nel 2013

 Subito dopo la vittoria dello scudetto si trasferisce a Trento, dove giocherà per 2 stagioni. Nel 2004 torna in Russia, dove ancora oggi gioca nel massimo campionato nazionale.

Con la maglia della nazionale partecipa ad altre due edizioni delle olimpiadi, conquistando una medaglia d'argento (Sydney 2000) e una di bronzo (Atene 2004). Sempre con la nazionale raggiunge per 4 volte la finale della World League, nel 1998, 2000, 2007 e 2010, perdendo tutte le volte.

Con le squadre di club arriva diverse volte al secondo posto nelle maggiori competizioni continentali.

## Palmarès

### Club
- Campionato italiano: 1

2001-02
- Coppa di Russia: 1

2013
- Campionato mondiale per club: 1

2014

### Nazionale (competizioni minori)
- Campionato europeo under 20 1994
- Campionato mondiale under 21 1995
- European League 2004
- European League 2005

### Premi individuali
- 1998 - Superliga russa: MVP